# 三宅貞祥
三宅 貞祥（みやけ さだよし : 1908年（明治41年）3月23日 - 1998年（平成10年）9月30日）は、昭和・平成期の日本の動物学者。農学博士。十脚目、特に異尾類の分類で功績を残した。九州大学名誉教授、日本甲殻類学会会長。
日本甲殻類学会設立時のメンバーの一人であり会長も務めるなど、甲殻類研究の発展に寄与した。

## 生涯
1908年（明治41年）3月23日、香川県小豆島に生まれ、1920年（大正9年）に岡山県へ移った。1931年（昭和6年）に岡山市の旧制第六高等学校を卒業し、九州帝国大学（現 : 九州大学）農学部に入学した。指導教官の大島広は棘皮動物研究者であったが、三宅の最初の論文はカクレガニの幼生についてのものであった。また大島の八重山諸島での調査にも同行した。後に三宅が記載したアカホシカニダマシ Neopetrolisthes ohshimai Miyake, 1937 は、師の大島に対する献名がなされている。
1935年（昭和10年）に九州帝国大学を卒業後は無給副手に着任した。1938年（昭和13年）にはパラオ熱帯生物学研究所に赴き、半年間サンゴ礁の動物について研究を積んだ（当時のパラオは日本の委任統治下にあった）。この時期に収集した標本が後の「三宅コレクション」の基礎となる。1941年（昭和16年）に助手、1947年（昭和22年）2月、九州帝国大学より農学博士の学位を取得、学位論文の題は「日本及びその近海に産する異尾類の研究 」。
1949年（昭和24年）に助教授となり、翌1950年（昭和25年）からは昭和天皇への御進講も務めた。1961年（昭和36年）に教授となった。
この頃、三宅の他に酒井恒、久保伊津男らも甲殻類研究を行っていた。さらに小田原利光による『小田原甲殻類博物館』開館、昭和天皇の還暦を記念して大英博物館甲殻類部長イザベラ・ゴルドンが招聘され昭和天皇との会談、講演、採集を行うなど、日本における甲殻類研究が盛り上がりを見せていた。三宅が教授になった1961年（昭和36年）4月7日、小田原甲殻類博物館でゴルドンと日本の研究者13人が集まり「日本甲殻類学会」が発足した（初代会長は酒井恒）。
1972年（昭和47年）に九州大学退官後は九州産業大学教授に着任し、1981年（昭和56年）まで務めた。1978年（昭和53年）には昭和天皇が相模湾で採集した標本を三宅が取りまとめた『相模湾産甲殻異尾類』が出版された。また九州産業大学退職後の1982年（昭和57年）には三宅が執筆した『原色日本大型甲殻類図鑑 I』（エビ・ヤドカリ・シャコ）、翌1983年（昭和58年）には『原色日本大型甲殻類図鑑 II』（カニ）が出版された。
1986年（昭和62年）からは自身が設立に関わった日本甲殻類学会の第2代会長に就任した。1998年（平成10年）9月30日、肺炎のため福岡県久留米市の病院で死去したが、その寸前まで甲殻類研究の発展に尽くした。享年90。

## 功績
甲殻類研究の中では十脚類、特に異尾類の分類・研究で功績を残した。三宅によって記載された新種は102種、さらに三宅によって設定された新属も7属ある。
九州大学教授時代の三宅は、嶺井久勝（1961年より助手）とともに大学院生9名を指導した。当時は甲殻類を研究する大学院は九州大学のみであった。三宅の指導を受けた院生は酒井勝司（のち四国大学）、馬場敬次（のち熊本大学）、三矢泰彦（のち長崎大学）、林健一（のち水産大学校）、仲宗根幸男（のち琉球大学）、橋口義久、武田正倫（のち国立科学博物館）、藤野隆博（九州大学）、Yu,S.P. であり、いずれも20世紀後半から21世紀初頭にかけて甲殻類研究で実績を重ねている。
甲殻類の中には、三宅の功績を記念した献名がなされたものも多い。
- ミヤケイバラモエビ（モエビ科）Lebbeus miyakei Hayashi, 1992
- ブドウエビ（タラバエビ科）Pandalopsis miyakei Hayashi, 1986
- アナジャコ属の一種 Upogebia miyakei Sakai, 1967
- ホンドオニヤドカリ（ヤドカリ科）Aniculus miyakei Forest, 1984
- タンカクヒメヨコバサミ（ヤドカリ科） Paguristes miyakei Forest et McLaughlin, 1998
- アワツブホンヤドカリ（ホンヤドカリ科）Pagurus miyakei Baba, 1986
- コシオリエビ科の属 Sadayoshia Baba, 1969
- Sadayoshia属の一種 Sadayoshia miyakei Baba, 1969

また、三宅が収集・研究した標本類「三宅コレクション」は北九州市立自然史博物館に収蔵され、北九州市立いのちのたび博物館に引き継がれている。

## 著書
- 平岩馨邦; 三宅貞祥; 南学; 内田照章; 澄川精吾; 吉田博一『豪雨に襲われた阿蘇山麓の野鼠』九州大学農学部〈九州大学災害調査 / 九州大学災害調査生物研究班	第4報〉、1954年。

- 平岩馨邦; 三宅貞祥; 南学; 内田照章; 澄川精吾; 吉田博一『洪水の住家性鼠類に及ぼした影響』九州大学農学部〈九州大学災害調査 / 九州大学災害調査生物研究班	第1報〉、1954年。

- 平岩馨邦; 三宅貞祥; 南学; 内田照章; 澄川精吾; 吉田博一『堤防に於けるモグラの孔道』九州大学農学部〈九州大学災害調査 / 九州大学災害調査生物研究班	第2報〉、1954年。

## 論文
- 国立情報学研究所収録論文 国立情報学研究所